# Krasnogvardiiske (Crimea)
Krasnogvardiiske o Krasnogvardéiskoye (en ucraniano: Красногвардійське, en ruso: Красногвардейское, en tártaro de Crimea: Qurman) es una ciudad de Crimea, que se encuentra en el centro de la península, pertenece administrativamnte al Raión de Krasnogvardiiski, además de ser su centro administrativo. Forma parte del República Autónoma de Crimea de Ucrania y reclamada por la República de Crimea en Rusia.